# 微妙通讯
微妙通讯（Nuance Communications）是一家美國跨國軟件公司，總部位于馬薩諸塞州的伯灵顿，主要研究語音辨識和圖像方面的產品。除去面向大衆的產品之外，該公司還為政府及軍隊提供技術支持。2011年10月有消息稱苹果公司iPhone 4S的Siri是經該公司的服務器運行的。
2021年4月12日，微软宣布将以197亿美元價格收购Communications。

## 外部連結
- 官方网站（英文）
- 官方网站（中文）